# جيريمياه هلبرن
جيريمياه هلبرن (بالعبرية: ירמיהו הלפרן‏) هو موسيقي إسرائيلي، ولد في 1901 في سمولينسك في روسيا، وتوفي في 1962 في تل أبيب في إسرائيل.